# Rekreatur
Rekreatur is het derde volledige album van de Duitse Viking metalband Equilibrium dat op 18 juni 2010 is uitgebracht door het Duitse platenlabel Nuclear Blast Records.
De bijbehorende muziekvideo voor "Der Ewige Sieg" werd uitgebracht op 16 juni 2010. Van 11 to 18 juni was het album, in zijn geheel, beschikbaar gesteld voor het streamen op de officiële MySpace van de band.

## Tracklist
| Nr. | Titel                      | Vertaling (vanuit het Duits) | Duur  |
| --- | -------------------------- | ---------------------------- | ----- |
| 1.  | In Heiligen Hallen         | In de heilige hallen         | 6:11  |
| 2.  | Der Ewige Sieg             | De eeuwige overwinning       | 4:16  |
| 3.  | Verbrannte Erde            | Verschroeide aarde           | 5:43  |
| 4.  | Die Affeninsel             | Het apeneiland               | 5:08  |
| 5.  | Der Wassermann             | De waterman                  | 6:32  |
| 6.  | Aus Ferner Zeit            | Van verre tijd               | 9:21  |
| 7.  | Fahrtwind                  | Rijwind                      | 4:49  |
| 8.  | Wenn Erdreich Bricht       | Als de bodem breekt          | 6:59  |
| 9.  | Kurzes Epos (instrumental) | Korte epos                   | 13:02 |

| Nr. | Titel                                 | Vertaling (vanuit het Duits) | Duur |
| --- | ------------------------------------- | ---------------------------- | ---- |
| 1.  | Der Ewige Sieg (akoestische versie)   | De eeuwige overwinning       | 4:18 |
| 2.  | Nach dem Winter (akoestische versie)  | Na de winter                 | 4:11 |
| 3.  | Blut im Auge (akoestische versie)     | Bloed in het oog             | 4:43 |
| 4.  | Die Prophezeiung (akoestische versie) | De profetie                  | 5:09 |
| 5.  | Heimwärts (akoestische versie)        | Huiswaarts                   | 2:32 |

## Personeel
- Robert "Robse" Dahn – grunts, screams
- René Berthiaume – gitaar/toetsen
- Andreas Völkl – gitaar
- Sandra Völkl – basgitaar
- Manuel DiCamillo – drums